# Lista personajelor mitologice elene

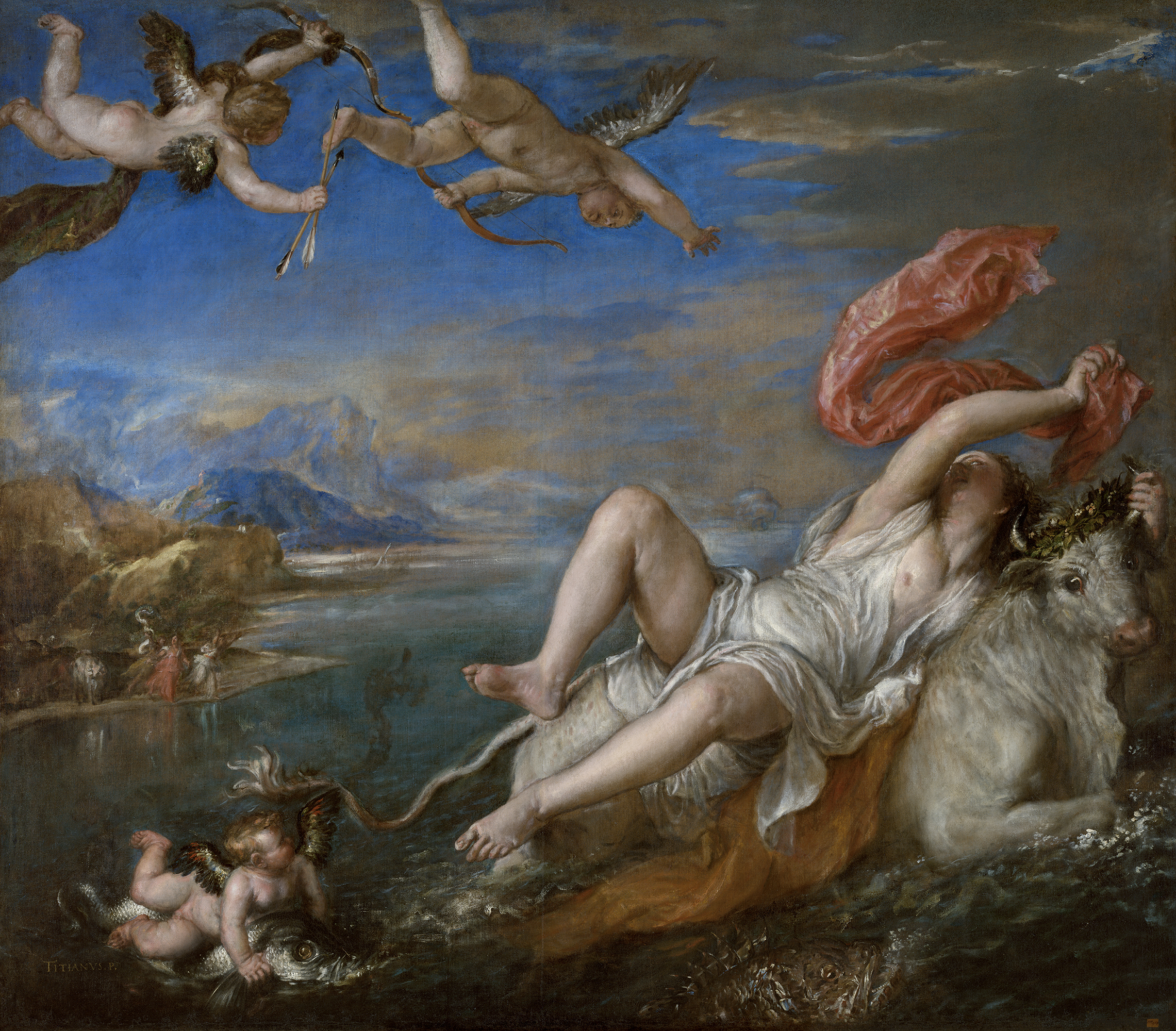
Tizian: Răpirea Europei, pictură în ulei

Aceasta este o listă a personajelor mitologice elene. Multe zeități din mitologia greacă au echivalent în mitologia romană și mitologia etruscă. De asemenea, se poate consulta arborele genealogic al creaturilor mitologice. Totodată sunt prezentați și semizeii și muritorii.

## Nemuritori

### Zeii olimpieni
Toți cei 12 zei de mai jos se numesc olimpieni pentru că trăiesc într-un palat aflat în nori deasupra celui mai mare munte din Grecia, Muntele Olimp, făcut de Zeus, fiul lui Cronos și mândrei Rheea.
| Numele grecesc | Numele roman | Imagine | Funcție și atribuții | Generație | Părinți           | Soț/soție |
| -------------- | ------------ | ------- | --- | --------- | ----------------- | --------- |
| Zeus           | Jupiter      |         | Regele zeilor și stăpânul Muntelui Olimp; zeul cerului și al tunetului. Simbolurile sale sunt fulgerele, vulturul, stejarul, sceptrul și balanța. A avut nenumărate aventuri soldate cu copii. | I         | Cronos și Rheea   | Hera      |
| Hera           | Junona       |         | Regina zeilor și zeița protectoare a familiei, căsniciei, a căminului și a femeilor măritate, precum și regina zeilor și a oamenilor. Simbolurile sale sunt păunul, rodia, coroana, cucul, leul și vaca. Răzbunătoare, a încercat întotdeauna să complice viața ori să îi omoare pe copiii lui Zeus din alte relații. | I         | Cronos și Rheea   | Zeus      |
| Poseidon       | Neptun       |         | Stăpânul mărilor, cutremurelor și cailor. Simbolurile includ calul, boul, delfinul, și tridentul. Ca și fratele său mai mic Zeus, Poseidon a avut mai multe aventuri. | I         | Cronos și Rheea   | Amfitrite |
| Hestia         | Vesta        |         | Zeita caminului si prima fiica a lui Cronos si a Rheei. | I         | Cronos și Rheea   | -         |
| Apollo         | Apollo       |         | Zeul zilei, al luminii și al artelor, protector al poeziei și al muzicii, profețiilor și arcașilor, conducătorul corului muzelor, personificare a Soarelui.Simbolurile sale includ soarele, lira, arcul și săgeata, corbul, delfinul, lupul, lebăda, și șoarecele. Fratele geamăn al lui Artemis.                     | II        | Zeus și Leto      | -         |
| Artemis        | Diana        |         | Zeița virgină a vânătorii, virginității, nașterii, lunii și tuturor animalelor. Simbolurile sale sunt luna, căpriorii, ogarii, ursoaicele, șerpii, chiparosul. | II        | Zeus și Leto      | -         |
| Hermes         | Mercur       |         | Mesagerul zeilor, zeul comerțului și negustoriei, hoților și tâlharilor. Simbolul său este caduceul, sandalele și casca înaripate, barza și broasca țestoasă. Inventatorul lirei. Mai în varstă decât Dionis, s-a căsătorit cu Dryope și au avut un fiu - Pan.                                                        | II        | Zeus și Maia      | Dryope    |
| Athena         | Minerva      |         | Zeiță virgină a înțelepciunii, meșteșugurilor, apărării și strategiei militare. Simbolurile sale erau bufnița și ramura de măslin. S-a născut supranatural ieșind din țeasta tatăului său după ce acesta o înghițise pe Metis, complet dezvoltată și îmbrăcată în armură, pregătită de luptă.                         | II        | Zeus și Metis     | -         |
| Ares           | Marte        |         | Zeul războiului, violenței și vărsării de sânge. Simbolurile sale sunt mistrețul, șarpele, câinele, vulturul, sulița și scutul. | II        | Zeus și Hera      | -         |
| Afrodita       | Venus        |         | Zeiță a iubirii, frumuseții și dorinței. Simbolurile sale includ porumbița, păsările, mărul, albina, lebăda, mirul și trandafirul. | T         | Uranus            | Hefaistos |
| Hefaistos      | Vulcan       |         | Maestru fierar și meșteșugar al zeilor. Zeul focului și metalelor. Simbolurile sale includ focul, nicovala, securea, măgarul, ciocanul, cleștii de fierărie și prepelița. | II        | Hera/Zeus și Hera | Afrodita  |
| Demetra        | Ceres        |         | Zeiță a fertilității, agriculturii, ocrotitoare a naturii și stăpâna anotimpurilor. Simbolurile sale erau macul, grâul, torța și porcul. | I         | Cronos și Rheea   | -         |

De același rang cu aceștia era și Hades, zeul infernului, fiul lui Cronos și al Rheei. Când s-a făcut împărțirea Universului, lui Zeus îi revenise cerul, lui Poseidon - marea, iar lui Hades - lumea subpământeană. Hades stătea în împărăția umbrelor, pe care o cârmuia alături de soția sa, Persefona.

### Zeii secundari
Acești zei sunt numai invitați în Olimp.
| Nume în greacă (transliterație) | Nume în română | Descriere |
| ------------------------------- | -------------- | --- |
| Ασκληπιός                       | Asclepios      | Zeul medicinei, fiul lui Apollo. A învățat toate tainele de la centaurul Chiron. A fost omorât de către Zeus deoarece readucea morții la viață, dar apoi l-a înviat ca să evite mânia zeului soarelui                                                     |
| Έρις                            | Eris           | Zeița discordiei și a vrajbei, mama zeiței Ate. |
| Σελήνη (Selene)                 | Selene         | Zeița lună. Chemată în Olimp de către Zeus. Selene este în mitologia greacă martoră la toate cat este noapte. |
| Περσεφόνη (Persefóni)           | Persefona      | Zeița primăverii și sotia lui Hades. Fiica lui Zeus și a Demetrei. Deși a fost dusă înapoi de Zeus, fiica Demetrei era strâns legată de Infern așa că Demetra căzu la înțelegere cu Hades ca sa stea cu ea primăvara, vara și toamna, iar iarna cu Hades. |
| Maia                            | Maia           | Maia s-a căsătorit cu Zeus. Ea e mama lui Hermes. |
| Λητώ (Leto')                    | Leto           | Leto s-a căsătorit cu Zeus și au avut doi copii: pe Apollo și Artemis. |
| Ήβη (Hebe)                      | Hebe           | Hebe este zeița tinereții în mitologia greacă. Fiica lui Zeus și a Herei. Ea turna nectar zeilor. S-a căsătorit cu Heracle, după apoteza acestuia. |
| Γανυμήδης (Ganymedes)           | Ganimede       | Ganimede a fost în mitologia greacă zeul veșnic tânăr. A fost invitat de Zeus în Olimp și a devenit paharnicul lui. |

### Zeii primordiali
Zeii care nu au trăit în Olimp și au trăit înainte de Zeus se numesc primordiali.
| Nume grec           | Nume în română | Descriere |
| ------------------- | -------------- | --- |
| Αιθήρ (Aithēr)      | Aether         | Zeul aerului pur superior, în care sălășluiesc zeii. Este aerul pur respirat de zei, spre deosebire de cel inspirat de către muritori. Aetherul este cel care izolează Tartarul de restul Universului. |
| Χάος (Khaos)        | Haos           | Zeitate asexuată a vidului din care au luat naștere toate lucrurile. |
| Ἔρως (Eros)         | Eros           | Zeul iubirii, a patra entitate venită în existență după Haos, Gaia și Tartar. În alte mituri este fiul Afoditei.                                                                                       |
| Χρόνος (Khronos)    | Cronos         | Zeul timpului etern. |
| Έρεβος (Erebos)     | Erebus         | Zeul umbrelor și întunericului. |
| Γαία (Gaia)         | Gaia           | Zeița pământului, mama lui Uranus. |
| Ημέρα (Émera)       | Hemera         | Zeița zilei |
| Νύξ (Nux)           | Nyx            | Zeița nopții |
| Τάρταρος (Tartaros) | Tartar         | Locul cel mai adânc al lumii lui Hades. |
| Ουρανός (Ouranos)   | Uranus         | Zeul cerului și tatăl Titanilor. Îi trimite pe Ciclopi în lumea subterană pentru că nu îi erau pe plac, fiind niște creaturi oribile.                                                                  |

### Titanii
În mitologie aceste creaturi mari se numesc Titani. Unii au participat la războiul între titani și olimpieni. Cum ar fi Cronos, Oceanus etc...
| Nume grec                                 | Nume în română | Descriere |
| ----------------------------------------- | -------------- | --- |
| Θεμις (Themis)                            | Themis         | Zeița este în mitologia greacă zeița dreptății. Poartă peste tot balanța dreptății. |
| Kρόνος (Kronos)                           | Cronos         | Liderul titanilor și tatăl zeilor Olimpieni. |
| Προμηθέας (Promi̱théas)                    | Prometeu       | Titanul care a adus focul muritorilor. Fiul lui Iapetus și Clymene. A fost înlănțuit pe o stâncă și chinuit de vulturul lui Zeus pentru fapta sa. După mii și mii de ani a fost eliberat de eroul Heracle.                                                                               |
| Atlas (Atlas)                             | Atlas          | Titanul pedepsit să pândeasca pomul cu merele de aur și să țină cerul. Fiul lui Iapetus și Clymene. |
| Ωκεανός(Oceanos)                          | Oceanus        | Personificarea marilor ape care înconjurau lumea locuită, iar mai târziu personificarea Oceanului Atlantic, socotit hotarul vestic al lumii vechi. Este tatăl oceanidelor, dând naștere la peste 3000 de râuri.                                                                          |
| Τηθύς                                     | Tethys         | Zeița apelor. Părinții săi sunt Geea și Uranus. Soțul ei este Oceanus. Ei sunt părinții a trei mii de nimfe, simbolizând toate apele de pe pământ. Mai este numită și zeiță titanidă. |
| Κοίος                                     | Coeus          | Unul din Titani, fiul perechii Uranus-Geea și soțul titanidei Phoebe. Va avea cu aceasta două fiice, Leto și Asteria (care o va naște pe zeița Hecate). În ”Theogonia” lui Hesiod, Koios va participa la Titanomahie, însă va fi aruncat în Tartar de către Zeus. alături de frații lui. |
| Φοιβη(Phoibe)                             | Phoebe         | Fiică a lui Uranus și a Geei, este o titanidă. În mod tradițional, este asociată cu luna. Este mama lui Leto și a Asteriei și de asemenea bunica lui Apollo și a lui Artemis. |
| Υπερίων                                   | Hyperion       | Hyperion este un Titan, fiul lui Uranus și a Geei. |
| Ευρυφάεσσα( Euryphaessa, de obicei Theia) | Theia          | O titanidă. Homer afirmă că ea ar fi dat naștere lui Helios (Soarele), Selene (Luna) și Eos (Zorii). |
| Ιαπετός(Iapetos)                          | Iapetus        | Titan; fiu al lui Uranus și Geea și tată al lui Atlas, Prometeu, Epimetheus și Menoetius. |
| Κρίος                                     | Crius          | - |
| Μνημοσύνη                                 | Mnemosyne      | Mnemosyne, una dintre titanide, fiica lui Uranus și a Geei. Din unirea ei cu Zeus s-au născut cele nouă muze. Mnemosyne personifica Memoria. |
| Ρέα                                       | Rhea           | Rhea s-a căsătorit cu titanul Cronos și a avut șase copii: Demeter, Hades, Hera, Hestia, Poseidon și Zeus. Deoarece Cronos își mânca copiii, a hotărât să-l salveze pe cel din urmă. Astfel, Zeus a fost singurul care a scăpat de mânia tatălui și cel care l-a și detronat.            |

### Cei cu o sută de brațe (Hecatonchiri)
Hecatonchirii sunt niște creaturi cu o sută de brațe. Toate fiind copii lui Uranus și a stăpânei Gheea. Acești copii sunt aruncați din scârbă de Uranus în Tartar fiind lasați acolo de Cronos dar apoi salvați de Zeus.
| Nume în greacă                  | Nume în română | Descriere |
| ------------------------------- | -------------- | --- |
| Βριάρεως (Briareus sau Aegaeon) | Briareu        | Hecatonchir, fiu al lui Uranus și Geea. Este aruncat în Tartar de Uranus și apoi de Cronos, fiind apoi salvat de Zeus. Ca recunoștință luptă cu el împotriva titanilor. În alte versiuni, este trimis de Thetis. |
| Γύγης(Giges)                    | Giges          | Hecatonchir, fiu al lui Uranus și Geea. Este aruncat în Tartar de Uranus și apoi de Cronos, fiind apoi salvat de Zeus. Ca recunoștință luptă cu el împotriva titanilor.                                          |
| Κοττος (Cottos)                 | Cotos          | Hecatonchir, fiu al lui Uranus și Geea. Este aruncat în Tartar de Uranus și apoi de Cronos, fiind apoi salvat de Zeus. Ca recunoștință luptă cu el împotriva titanilor.                                          |

### Ciclopii
Ciclopii sunt niște creaturi cu un singur ochi. Foarte mulți dintre ei fiind copiii lui Uranus și ai mamei Gheea. Au fost aruncați în scârbă de Uranus în Tartar și lăsați acolo de Cronos dar salvați de Zeus.
| Nume în greacă                 | Nume în română | Descriere |
| ------------------------------ | -------------- | --- |
| Ἄργης (Acmonides sau Pyracmon) | Arges          | Ciclop, fiu al lui Uranus și Geea. Frații săi sunt ciclopii Brontes, Steropes și hecantonchirii.               |
| Βρόντης (Brontes)              | Brontes        | Ciclop, fiu al lui Uranus și Geea. Frații săi sunt ciclopii Arges, Steropes și hecantonchirii.                 |
| Στερόπης (Steropes)            | Steropes       | Ciclop, fiu al lui Uranus și Geea. Frații săi sunt ciclopii Arges, Brontes și hecantonchirii.                  |
| Πολύφημος (Poluphemos)         | Polifem        | Ciclop, fiu al lui Poseidon și al Tossei. Are un rol important în Odiseea lui Homer.                           |
| Anteu                          | Anteu          | Ciclop, fiu al lui Poseidon și al Gheei. Dormea la sânul mamei sale, prinzând putere. A fost ucis de Heracles. |

### Zei ai râurilor
Zeii care nu trăiesc în Olimp dar controlează apa se numesc Zei ai râurilor.
| Nume în greacă          | Nume în română | Descriere |
| ----------------------- | -------------- | --- |
| Αχέλους (Achelous)      | Achelous       | Zeul fluviului cu acelasi nume. Era fiul lui Oceanus și al lui Tethys și cel mai mare dintre alți trei mii de frați-râuri. Era, de asemenea, considerat părintele sirenelor. |
| Αχέρων (Acheron)        | Acheron        | Acheron este cunoscut precum raul tristetii(durerii), fiind unul din cele 5 fluvii ale lumii subterane elene. Poemele homerice îl descriu precum un râu din Hades, în care se varsă Cocytus și Plegethon. Unele legende târzii îl prezintă drept fiul lui Helios și Geea (sau Demetra), care a fost transformat în râul subpământean după ce le-a dat apa Titanilor în timpul războiului cu Zeus. |
| Αλφειός (Alpheus)       | Alfeu          | Zeul apei cu același nume, care izvora din Arcadia și se vărsa în mare. Îndrăgostit de nimfa Arethusa, Alpheus a urmărit-o până în insula Ortygia, unde fugara a fost transformată de către Artemis într-un izvor. |
| Ασωπός (Asopus, Asopos) | Asopus         | Asopus este numele a cinci râuri diferite din Grecia și Turcia, fiind de asemenea și numele zeilor acelor râuri în mitologia greacă. |
| Κλάδεος (Cladeus)       | Cladeus        | Cladeus a fost unul din fii lui Oceanus și Tethys. Curge dinspre nord, traversează Olympia și se varsă în râul Alfeios. |
| Πηνειός (Peneus)        | Peneus         | Zeu al fluviilor, unul din cele trei mii de Fluvii, fiul lui Oceanus si al lui Tethys. Nimfa Creusa i-a născut un fiu, Hypseus, care a fost regele Lapiților, și trei fiice, Cyrene, Daphne și Stilbe. |
| Στύξ (Styx)             | Styx           | Râul care era atât de respectat de zeii din mitologia greacă, încât ei fac jurăminte de viață doar menționându-i numele. Dacă un zeu își depunea jurământul la râul Styx și nu se ținea de cuvântul său, Zeus îl forța pe zeul respectiv să bea din râu. Apa este presupusă a fi atât de rea, încât zeul își pierdea vocea timp de nouă ani.În acest râu, zeița Thetys, mama lui Ahile, l-a îmbăiat pe acesta când era prunc pentru a-l face invincibil. Ținut de călcâi în timp ce era scufundat, lui Ahile i-a rămas un singur punct vulnerabil: călcâiul. Acesta i-a adus și moartea în Războiul Troian. |

### Nimfe
Nimfele sunt niște creaturi de o frumusețe de neimaginat, unele s-au îndrăgostit de muritori exemple: Echo cu Narcis, Galatea cu Acis,
| Nume grec                                           | Nume în română | Descriere |
| --------------------------------------------------- | -------------- | --- |
| Αδράστεια (Adrasteia, Adrastia, Adrastea, Adrestea) | Adrasteia      | Nimfa care a fost rugată de Rhea să-l hrănească pe Zeus, în secret, pentru a-l proteja de tatăl său, Cronos, în Psychro. |
| Κλυτίε (Clytie)                                     | Clytie         | Nimfa, fiica lui Oceanus și Tethys. A fost iubită de Apollo, apoi părăsită de zeu, care se îndrăgostise între timp de Leucothea. Din gelozie, Clythia i-a dezvăluit tatălui acesteia dragostea celor doi, atrăgând în felul acesta moartea rivalei ei. Ca să o pedepsească, Apollo a părăsit-o definitiv și n-a vrut s-o mai vadă niciodată. Îndurerată, Clytia s-a transformat într-o plantă numită heliotropium (floarea-soarelui). |
| Κραται-ίς (Crataeis)                                | Crataeis       | Nimfa din Odiseea lui Homer. Conform acesteia, Circe îl avertizează pe Ulise că aceasta este mama și tatal monstrului marin Scylla. |
| Δάφνη (Daphne)                                      | Daphne         | Nimfă, fiica lui Peneus , zeul apei cu același nume. Făcea parte din ceata de vânătoare a zeiței Artemis, alături de care cutreiera munții și pădurile. Ca să scape de urmărirea lui Apollo, care se îndrăgostise de ea, Daphne își imploră tatăl să o metamorfozeze în dafin. De atunci, se spunea, dafinul a rămas planta consacrată lui Apollo. |
| Δρυάδες (Driade)                                    | Driade         | Nimfe ale copacilor. Prin faptul că desemnează termenul elen de lemn, driadele care reprezentau doar nimfele stejarilor au devenit un termen general al acestora. Sunt considerate ființe foarte timide, cu excepția momentelor petrecute lângă Artemis, care era cunoscută ca prietenă a celor mai multe nimfe. |
| Αμαδρυάδες (Hamadriade)                             | Hamadriade     | Driadele, ca toate nimfele, erau legate de casa lor, trăind foarte mult timp, însă unele erau inferioare acestora. Acestea erau hamadriade, care erau o parte integrală a copacilor. Acest lucru însemna că dacă un copac moare, hamadriada asociată acestuia avea aceeași soartă. Din aceste motive zeii greci i-au pedepsit pe cei care doborau un copac fără a discuta cu o hamadriadă. |
| Μετώπη (Metope)                                     | Metope         | Nimfă, fiica râului Ladon. Izvorul ei era apropiat de orașul Stimfalia (Stymphalos) în Peloponez. S-a căsătorit cu zeul Asopus cu care a avut câteva fiice, inclusiv pe Aegina, Salamis, Sinope, Euboea, Tanagra, Thespia, Thebe, Korkyra și Harpina. |
| Ναιάδες (Naiade)                                    | Naiade         | Naiadele erau nimfe ale apelor dulci și reprezentau una din cele trei clase principale de nimfe - celelalte fiind Nereidele (nimfe ale Mării Mediteraneene) și Oceanidele (nimfe ale oceanelor). Naiadele guvernau peste râuri, șuvoaie, pâraie, izvoare, fântâni, lacuri, eleștee, puțuri și mlaștini. Cleochareia era o naiadă, nimfă a râului. S-a căsătorit cu regele Lelex al Laconiei, tatăl ei fiind zeul Eurotas. Este strămoașa familiei regale spartane, având doi copii: Myles și Polycaon. Myles a avut un copil numit probabil după străbunicul său, Eurotas. Acesta avuse o fiică numită Sparta,care se căsătorise cu Lacedaemon. Lacedaemon numește orașul Spartei după soția sa. |
| Νηρηίδες (Nereide)                                  | Nereide        | Nereidele sunt cele 50 de fiice ale lui Nereus și Doris, care guvernează în Marea Mediterană. Aceste femei frumoase sunt întotdeauna prietenoase și îi ajută mereu pe marinari, alungând furtunile periculoase din calea acestora. Se crede că sunt capabile de a prezice viitorul. Fac parte din alaiul lui Poseidon. Amphitrita (Αμφιτρίτη) este o nereida, care a devenit sotia lui Poseidon. Arethusa (Αρετούσα), fiica lui Nereus care fugise in Sicilia din cauza dragostei nebune a zeului Alpheus pentru ea. Acolo a fost transformată într-o fântână (Fonte Aretusa, în Siracusa) de către Artemis. Alpheus și-a croit calea pe sub mare și și-a unit apele cu cele ale Arethusei.      |
| Ωκεανίδες (Oceanidele)                              | Oceanidele     | Oceanidele erau nimfe, fiicele lui Oceanus și ale lui Tethys. În total, erau cu mult peste 4000 la număr. Eidyiaera o oceanida care era soția lui Aeetes, regele Colchisului. Mama Medeei și Apsyrtus, era cea mai tânără dintre Oceanide. |
| Ορεάδες(Oreade)                                     | Oreade         | Nimfa ce traia in munti, vai. Acestea difera in functie de loc: Idaele erau din muntele Ida, Peliadele din muntele Pelia, etc. Erau asociate cu Artemis, aceasta preferand muntii ca loc de vanatoare. Echo (Ηχώ) a fost o oreada ce cunoștea legăturile de dragoste ale lui Zeus. Ea o distrage pe Hera, în timp ce Zeus alerga după nimfe. Dându-și seama de înșelătoria ei, zeița Hera, mânioasă, a transformat-o pe Echo în ecou. |

### Giganții
Giganți sunt creaturi facute pentru a se opune unui zeu, avand insusiri opuse.
| Nume grec        | Nume în română  | Descriere |
| ---------------- | --------------- | --- |
| Άγριος(Agrios)   | Agrius          | Agrius și Orio (Ορειος Oreios) erau fiii lui Polifonte și un urs, care nu onorau zeii și devorau oameni. Au fost metamorfozați în păsări de către Hermes.                                                                    |
| Ἀλωεῖδαι         | Aloadae         | Doi frați, Oto (Ὥτος) și Efialtes (Ἐφιάλτες"), fii ai lui Poseidon și Ifimedea, care a vrut să zguduie cerul cu propriile mâini, detronându-l Zeus. A fost ucis de Apollo                                                    |
| Ὠαρίων(Orion)    | Orion           | Vânător gigant. Este orbit de tatăl Meropei, Oenopion și va vedea din nou la Lemnos și va vâna împreună cu Artemis la Creta. La moartea sa este ridicat la ceruri sub forma unei constelații.                                |
| Ανταίος(Antaios) | Anteu (Antaeus) | Gigant din Libia, fiul lui Poseidon și Geea. Este extrem de puternic, atât timp cât el rămâne în contact cu solul, dar odată ridicat în aer, el devine foarte slab. Este învins de Hercule prin strângerea puternică în aer. |
| Άργος(Argos)     | Argus           | Gigant cu o sută de ochi. A fost gardianul nimfei Io. |

### Alte personaje

#### Eroi
Eroii sunt acele ființe care au salvat lumea în mitologia greacă, unii dintre ei fiind chiar fii de olimpieni. Eroii s-au luptat cu fel de fel de monștri.
| Nume grec                                      | Nume în română | Descriere |
| ---------------------------------------------- | -------------- | --- |
| Ἀχιλλεύς (Achilles, Ahile)                     | Ahile          | Ahile era fiul zeiței Thetys și al muritorului Peleus. Atunci când s-a născut, Ahile a fost cufundat în întregime de către mama sa în apele Styxului, pentru a deveni invulnerabil, rămânându-i afară doar călcâiul de care-l ținea Thetys. Copil fiind, el a fost încredințat centaurului Chiron, care l-a crescut pe muntele Pelion. A participat la Războiul Troian, de partea grecilor, fiind ucis de către Paris. Alte versiuni releva faptul că Apollo își îndreaptă săgeata spre călcâiul lui Ahile, punctul sau vulnerabil, sau ca Paris îl înjunghie în spate, când acesta era în templul lui Apollo cu prințesa troiană Polixena, iubita sa. |
| Αἰνείας (Aeneas, Enea)                         | Enea           | Enea era fiul lui Anchises și al Afroditei. S-a născut pe muntele Ida, unde a fost crescut de către nimfe. Mai târziu s-a căsătorit cu Creusa, una dintre fiicele lui Priam, și a avut un fiu, pe Ascanius. A participat la războiul troian și s-a luptat vitejește, fiind ocrotit în luptă de Afrodita și de Poseidon, mai ales împotriva lui Diomede și Ahile. |
| Ηρακλής (Heracles, Hercules, Heracle, Hercule) | Heracle        | Heracle era fiul lui Zeus și al Alcmenei. Pentru a se uni cu Alcmena, Zeus a luat chipul și înfățișarea soțului ei, Amfitrion, plecat să lupte împotriva teleboenilor. Din unirea Alcmenei cu Zeus s-a născut Heracles, iar din unirea Alcmenei cu Amfitrion, sosit imediat după aceea, s-a născut Ificles, frate geamăn cu Heracle. Cea mai cunoscută poveste a sa este cea legată de Cele 12 munci (greaca: Dodekathlos). Heracle l-a eliberat pe Prometeu. După moartea sa, va fi ridicat în Olimp, devenind nemuritor. |
| Ὀδυσσεὺς (Odiseu, Odiseus)                     | Odiseu         | Odiseu era regele Itacăi și fiul lui Laertes și al Anticleei. Era căsătorit cu Penelopa, care îl va aștepta timp de 20 de ani ca să se întoarcă din călătoria sa de la Troia. |
| Περσεύς (Perseus, Perseu)                      | Perseu         | Perseu , erou de origine argiană, fiul lui Zeus și al lui Danae, fiica regelui Acrisios al Argosului. Vor fi abandonați pe mare din cauza unei profeții nefaste pentru Acrisios, iar aceștia vor ajunge la regele Polydectes. Acesta încearcă să-l omoare pe Perseu, trimițându-l să-i aducă capul gorgonei Medusa. Zeii olimpieni (referință: Hermes îi dă spada sa, fiind singura care o putea străpunge pe Medusa, Atena îi dădu un scut de bronz în care vedeai ca într-o oglindă, Hades îi dă coiful care-l făcea invizibil pe purtător. Totodată, acesta mai primi niște sandale înaripate și o traistă de la nimfe, care se mărea sau se micșora pe măsură ce puneai obiecte în ea. Dupa ce revine acasa cu capul Medusei, va îndeplini profeția referitoare la Acrisios. Perseu va organiza niște jocuri in timpul domniei sale din Argos, iar când aruncă un disc de bronz, discul se ridică până în nori, si apoi căzu direct în capul lui Acrisios. Deznădăjduit, Perseu lăsă conducerea Argosului vărului său, Megapenthes, iar el se duse în Tirint, unde domni fericit mulți ani. |
| Θησεύς (Tezeu)                                 | Tezeu          | Tezeu,feciorul lui Poseidon si al Etrei,erou cunoscut pentru că l-a ucis pe Minotaur, o bestie feroce pe jumătate om și pe jumătate taur, care trăia sub palatul regelui Minos din Knossos. Tezeu s-a ascuns într-un grup de tineri atenieni care urmau să fie oferiți ca jertfă monstrului, pe care apoi l-a ucis vitejește. După aceea a reușit să găsească ieșirea din labirint folosind un fir pe care i-l dăruise fiica regelui Minos, Ariadna. Din păcate, la întoarcerea sa în Atena, a uitat să ridice pe catargul corăbiei o pânză albă, așa cum îi promisese tatălui său, regele Egeu, în caz că se va întoarce teafăr și nevătămat. Văzând o pânză neagră ridicată pe catargul corăbiei și presupunând că Tezeu a murit, Egeu s-a aruncat de pe stânci în valurile mării, care de atunci a căpătat numele de Marea Egee. |

#### Heraclizi
Heraclizi sunt copii lui Heracles și Deianira. Unul dintre ei este bine cunoscutul heraclid Hyllus.
| Nume grec     | Nume în română | Descriere |
| ------------- | -------------- | --- |
| Ύλλος (Ýllos) | Hyllus         | Hyllus este un heraclid. Fiul lui Heracle și Deianira. El a fost la punerea lui Heracles pe rug și i-a mărturisit că soția lui i-a provocat chinurile acelea groaznice. |
| Macaria       | Macaria        | Macaria a fost o heraclidă. Fiica lui Heracle și Deianira. Ea a fost jertfită după moartea eroului.                                                                     |

#### Ființe mitologice
| Nume în greacă (transliterație) | Nume în română | Descriere |
| ------------------------------- | -------------- | --- |
| -                               | Amfisbena      | Șarpe monstruos cu două capete, care se putea deplasa și înainte și înapoi. Conform mitologiei elene, amfisbena a fost născută din sângele gorgonei Medusa, care căzuse în Deșertul Libian când Perseu zbura deasupra acestuia. Se crede că simplul contact vizual putea ucide instantaneu când este luna plina. |
| Κέρβερος (Cerberus, Cerber)     | Cerber         | Câinele tricefal care era paznic al Infernului. Mama sa este Echidna, iar tatăl său este Typhon. Avea pe spate o mulțime de șerpi agresivi, iar coada lui era tot un șarpe. Este "câinele lui Hades", deoarece păzește intrarea în Infern, permițând doar sufletelor morților să intre, dar mai ales veghează ca nimeni să nu mai iasă, împiedicându-le întoarcerea în lumea celor vii. Vigilenta sa a fost învinsă de două ori: prin forța fizică (de Hercule) și prin forța spirituală (cântecul lui Orfeu). |
| Ἔχιδνα (Echidna)                | Echidna        | Monstru jumătate vipera, jumătate om născută de Phorcys și Ceto. Deși monstru, Echidna posedă un chip feminin foarte frumos, chiar încântător, dar frumusețea îi este anulată de trupul de șarpe și comportamentul reptilian. Este considerată a fi mama tuturor creaturilor mitologice elene. |
| -                               | Grifon         | Monstru cu trup leonin, cu cap și aripi de vultur, consacrat zeului Apollo. Se credea că locuiește în ținutul hyperboreienilor, pâzind aurul nordic împotriva arimaspilor. Într-o altă variantă, grifonii sunt considerați paznicii lui Zeus. |
| ἅρπυια (Harpia)                 | Harpii         | Monștri feminini, care aparțin generației divine primordiale, cea de dinaintea Olimpienilor. La început, au fost două, apoi numărul lor sporește, devenind trei. Aveau chipul unei femei bătrâne și corp de pasăre, cu aripi mari și gheare ascuțite, iar acestea răpeau sufletele morților. Prin unirea cu zeul Zefir, una din ele a dat naștere celor doi cai divini ai lui Ahile (Xanthos și Balie),care erau foarte rapizi. |
| Χίμαιρα (Chimaira, Himera)      | Himera         | Monstru cu cap de leu,corp de capra si coada de balaur După Hesiod, himera este un monstru feminin, născut din cuplul Echidna-Typhon. |
| Φοῖνιξ (Phoenix, Fenix)         | Phoenix        | Pasăre alegorică ce renăștea din propria cenușă. Aceasta seamănă ca formă cu vulturul, dar se deosebește de acesta prin penajul splendid colorat, cu pete de purpură și aur(două culori nobile și cu o evidență a semnificației simbolică), ceea ce o face mai frumoasă decât cel mai minunat păun. Are o longevitate extraordinară, ce diferă de la autori la autori, unii afirmând că trăiește de la 500 la 13.000 de ani. Este singura din specia ei, deși nu se poate reproduce. Atunci când lunga sa viață este pe terminate ea își simte sfârșitul, aceasta își face un cuib din plante aromatice și tămâie; dă foc apoi cuibului, se întinde, arzând odată cu cuibul, iar din cenușa sa se formează o altă pasăre. Noua pasăre o îngroapă pe cea precedentă, punându-i rămășițele într-un înveliș de smirnă și tămâie in formă de ou și ducându-le la sanctuarul din Heliopolis. |
| Τυφῶν (Typhon, Tifon)           | Typhon         | Monstru fabulos, ce avea o sută de capete și șerpi pe trup, născut de cuplul divin Gaia-Tartaros, care a reusit să-l învingă pe Zeus, tăindu-i tendoanele și mușchii brațelor și picioarelor, apoi încarcerându-l într-o peșteră, de unde scapă cu ajutorul lui Hermes și al lui Pan. În a doua confruntare cu Thyphon, Zeus îl pedepsește pe acesta cu ajutorul trăsnetului, îngropându-l sub muntele Etna. |

#### Gorgone
Gorgonele (Γοργόνες, Gorgones) sunt fiicele zeilor marini Ceto si Phorcys. Aveau o înfățișare înspăimântătoare, în jurul capetelor încolăcindu-li-se zeci de șerpi, privirile lor de foc împietrind pe oricine le-ar fi întâlnit. Aveau brațe de bronz și aripi de aur, cu ajutorul cărora se înălțau în văzduh.
| Nume grec                | Nume în română | Descriere |
| ------------------------ | -------------- | --- |
| Μέδουσα (Medusa, Meduza) | Medusa         | Gorgona, monstru feminin htonic; cei care o priveau se prefăceau în stană de piatră. A fost decapitată de către Perseu, iar capul ei va fi apoi plasat pe egida Atenei. Aceasta mai avea două surori: Stheno și Euryale. |
| Σθεννώ (Stheno)          | Stheno         | Gorgona, a fost născută în cavernele de sub Muntele Olimp, iar părinții ei sunt Phorcys și Ceto. Ea și sora ei Euryale erau nemuritoare, în timp ce Medusa era muritoare.                                                |
| Εὐρυάλη (Euryale)        | Euryale        | Gorgona. La fel ca și surorile ei, putea preschimba pe oricine în piatră. Ea și Stheno poseda imortalitatea, iar Medusa este muritoare. Fiica lui Phorcys și Ceto sau, câteodată, a lui Typhon și Echidna.               |

#### Graiele
Sunt fiicele lui Phorcys și Ceto, surorile și, totodată, gardienii Gorgonelor. Aveau părul grizonat din naștere și au doar un ochi și un dinte pe care le împart între ele. Numele lor sunt Enyo ("oroare"), Deino ("groază") și Pemphredo ("alarmă").

#### Hore
Horae, divinități care vegheau asupra ordinii din natură și societate, precum și asupra anotimpurilor. Trei la număr, Eunomia (Disciplina), Dice (Dreptatea) și Irene (Pacea), ele erau fiicele lui Zeus și ale zeiței Themis. Străjuiau la porțile Olympului, o slujeau pe Hera și, în același timp, erau reprezentate ca însoțitoare ale Aphroditei și ale lui Dionysos. 

#### Moirele
Zeițe care călăuzeau destinele omenești. Puterea lor era implacabilă și mai presus de voința zeilor. Moirele, născute din unirea lui Zeus cu Themis, erau trei la număr: Atropos, Clotho și Lachesis, supranumite "torcătoarele", deoarece una torcea, alta depăna, iar cea de-a treia curma firul vieții muritorilor. În mitologia romană ele purtau numele de Parce. 
| Nume grec                     | Nume în română | Descriere |
| ----------------------------- | -------------- | --- |
| Κλωθώ (Clotho, Klotho, Cloto) | Clothos        | Cea mai tânără dintre Moire. Aceasta torcea firul vieții din fusul său pentru a face o ființă să existe. Conform lui Hesiod, ea și surorile ei Lachesis și Atropos sunt fiicele lui Nyx. |
| Λάχεσις (Lachesis, Lakhesis)  | Lachesis       | A doua Moiră, era cea care decidea durata vieții fiecărei ființe, măsurând-o printr-un fir tras din fusul ei și alegându-i totodata destinul, prin lungimea firului. Legendele o prezintă lângă surorile sale în trei zile de la nașterea unui copil pentru a-i stabili soarta. Tot ea instruiește sufletele care sunt pe cale să își aleagă noua viață, le dă daruri și le prezintă viața pe care o pot alege, cea de om sau de animal. |
| Aτροπος (Atropos)             | Atropos        | Cea mai în vârstă dintre cele trei Moire. Acțiunea ei de distrugere constă în tăierea firului vieții unui om, care era țesut de Clotho și măsurat de Lachesis. Ea stabilea și felul în care moare omul. |

#### Muzele
Muzele (Μουσαι) erau cele 9 fiice ale lui Zeus și ale Mnemosynei, considerate drept inspiratoare ale muzicii, ale dansului, ale poeziei și patroanele artelor în general. Ele îi desfătau pe zeii Olimpului cu cântecele lor la ospețe și serbări. Au participat, de pildă, în această calitate, la nunta Harmoniei cu Cadmus, la cea a lui Thetys cu Peleus. S-au născut în Thracia, anume în Pieria (de unde și denumirea pe care o purtau de Pierides), și sălășluiau în pădurile umbroase ale Heliconului și ale Parnasului.
| Nume grec                       | Nume în română | Descriere |
| ------------------------------- | -------------- | --- |
| Καλλιόπη (Calliope, Caliope)    | Calliope       | Fiica lui Zeus și Mnemosyne. Calliope este considerată a fi cea mai înțeleaptă dintre muze. Este muza muzicii, cântecului, dansului și a elocvenței. Este reprezentată cu o unealtă de scris și tăblițe cerate în mână. Mama lui Orfeu și Linus, fiii lui Apollo sau Oeagrus, regele Traciei. |
| Κλειώ (Clio)                    | Clio           | Muză a istoriei, este reprezentată ca o tânără inspirată și copleșită de gânduri, ce deține un sul de pergamente în mâini. |
| Eρατώ (Erato)                   | Erato          | Muza poeziei erotice. Era reprezentată cu o liră în mână, înconjurată de trandafiri și mirt. |
| Eὐτέρπη (Euterpe)               | Euterpe        | În perioada clasică, Euterpe era considerată muza poeziei lirice și era portretizată cu flautul dublu al Eladei. |
| Μελπομένη (Melpomene)           | Melpomene      | Muza tragediei, reprezentată cu o mască tragică și cu o cunună de iederă pe frunte. |
| Πολυμνία (Polyhymnia, Polimnia) | Polyhymnia     | Muza imnurilor de slava, reprezentată cu fața ascunsă într-un val, într-o atitudine de reculegere și meditație, cu un manuscris în mână. I se atribuie inventarea lirei. |
| Τερψιχόρη (Terpsichore)         | Terpsichore    | Muza dansului și a cântecului coral, reprezentată cu o liră în mâini. |
| θάλλεω (Thalia)                 | Thalia         | Muza comediei, reprezentată cu o mască comică și cu o cunună de iederă pe frunte. |
| Ουρανία (Urania)                | Urania         | Muza astronomiei reprezentată ca o adolescentă (singura Muza cu sânii dezveliți) ce ținea în mâini un glob ceresc. |

## Muritorii

### A-B
- Abas
- Abderos (Ἄβδηρος)
- Ahile (Akhilleus) (Αχιλλεύς or Αχιλλέας)
- Adonis (Άδωνις)
- Agamemnon (Αγαμέμνων)
- Alcmena (Alkmênê) (Αλκμήνη)
- Amfitrion (Amphitrion) (Αμφιτρύων)
- Andromeda (Ανδρομέδα)
- Arahne (Arakhne) (Αράχνη)
- Ariadna (Αριάδνη)
- Asclepios (Ασκληπιός)
- Belerofon

### C-G
- Carme
- Cassandra
- Cercion (Coercion, εξαναγκασμός)
- Diomede
- Diomedeea
- Electra
- Electryon
- Eleusis
- Eteocles
- Euristeu
- Europa
- Ganimede

### H-L
- Hector (Hektor)
- Hecuba (Hekuba)
- Heracle (Heraklês)
- Iason
- Icar
- Io
- Iocasta
- Ificles (Ἰφικλῆς)
- Iphiclos (Ἴφικλος)
- Ifigenia
- Ismene
- Ixion
- Leda
- Licaon

### M-P
- Medeea
- Medusa (gorgona muritoare)
- Melampus (Μελάμπους)
- Menelaus
- Midas
- Narcis
- Odiseu
- Oedip
- Oreste
- Orion
- Orfeu
- Pandora
- Paris
- Patrocle
- Peleus
- Penelopa
- Peneus
- Perifete
- Perseu (Perseos) (Περσεύς, Περσέως)
- Phaethon (Phaëton)
- Priam
- Polinice, Πολυνείκης, Polyneíkes, fiul lui Oedip și al Iocastei, fratele lui Eteocle și al lui Antigona
- Psyche
- Pygmalion

### R-Z
- Rhesus
- Sciron
- Semele
- Sinis
- Sisif
- Tantal
- Telamon
- Tezeu
- Tiresias